# Шоколадное печенье

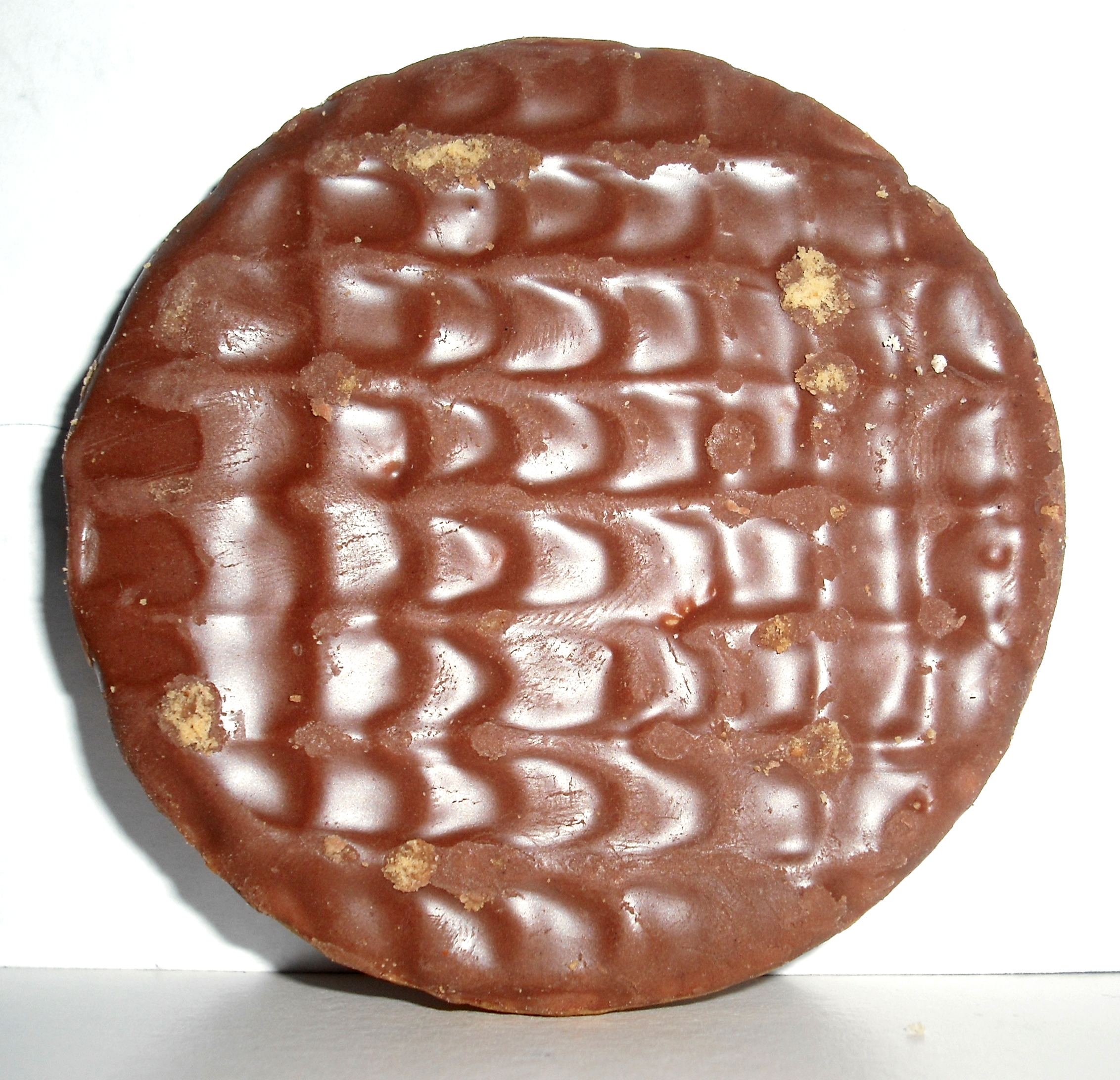
Печенье, покрытое шоколадом

Шоколадное печенье — печенье, покрытое шоколадом или изготовленное путём замены части муки какао-порошком.
Шоколадное печенье популярно во всём мире, особенно в Великобритании. Состав и рецептура могут значительно различаться, и часто существует законодательство, определяющее, как может быть описано печенье. В Соединённом Королевстве печенье, приготовленное без внешней оболочки, может быть описано как «шоколадное» только в том случае, если оно содержит не менее 3% сухих веществ какао. Покрытие должно содержать какао-масло в качестве жира, чтобы его можно было описать как шоколад, а не просто «со вкусом шоколада».
В 1891 году братья Кэдбери подали заявку на патент печенья с шоколадной глазурью.

## Налоги
Точная структура и состав имеют важное значение при определении налогообложения, применимого в Соединённом Королевстве в качестве налога на добавленную стоимость (НДС). Общий принцип заключается в том, что продукты роскоши, такие как кондитерские изделия, облагаются налогом, в то время как основные продукты питания не облагаются налогом. Прецедентное право и судебные решения определили, что печенье с шоколадной глазурью облагается налогом, в то время как печенье с шоколадной крошкой и бисквитное печенье не облагаются налогами.